# Delfoly
Arthur Edmond Delfoly est un sculpteur et céramiste français, né à Valenciennes le 27 décembre 1884 et mort le 9 juin 1954 à Cannes.

## Biographie
Arthur Edmond Delfoly naît le 27 décembre 1884 de Charles Louis Delfoly, coiffeur, et de Justine Mercier.
Il entre aux beaux-arts présenté par Barrias en 1903 où il est l'élève de Jules Coutan. En 1908 il est remarqué par sa sculpture en terre cuite dans un décor pour la pièce de théâtre Les Deux hommes.

Il beneficie d'une bourse de la ville de Valenciennes pour suivre ses études en 1911 ,
il obtient le prix de Caylus la même année et expose au salon (buste de femme drapée).
Le peintre Joseph Fortuné Layraud professeur aux beaux-arts de Valenciennes réalise son portrait
Delfoly est admis 9e en loge pour le deuxième essai du grand Prix de Rome en sculpture en 1912.

En 1914 le comité de la société nationale des Beaux-arts lui décerne le prix Rossollin. 
Il se spécialise dans l'exécution de monuments publics et est l'auteur du monument aux morts de Vallauris (1923)
Habitant la région de Golfe-Juan, il se livre également à la céramique dans l'atelier Bacs de Jean Barol produisant des vases d'inspiration arts déco.
Il est aussi le sculpteur du buste d'André Capron (1923) qui orne la cour du collége du même nom à Cannes.